# Omloop Het Nieuwsblad 2022
Omloop Het Nieuwsblad 2022 – 77. edycja wyścigu kolarskiego Omloop Het Nieuwsblad, która odbyła się 26 lutego 2022 na liczącej ponad 204 kilometry trasie z Gandawy do miejscowości Ninove. Impreza kategorii 1.UWT była częścią UCI World Tour 2022.

## Uczestnicy

### Drużyny
| WorldTeams (18)- AG2R Citroën Team - Astana Qazaqstan Team - Bahrain Victorious - Bora-Hansgrohe - Cofidis - EF Education-EasyPost - Groupama-FDJ - Ineos Grenadiers - Intermarché-Wanty-Gobert Matériaux - Israel-Premier Tech - Jumbo-Visma - Lotto-Soudal - Movistar Team - Quick-Step Alpha Vinyl - BikeExchange-Jayco - Team DSM - Trek-Segafredo - UAE Team Emirates ProTeams (7)- Sport Vlaanderen-Baloise - Bingoal Pauwels Sauces WB - Alpecin-Fenix - TotalEnergies - B&B Hotels-KTM - Uno-X Pro Cycling Team - Arkéa-Samsic |
| |

### Lista startowa
| Quick-Step Alpha Vinyl QST | Quick-Step Alpha Vinyl QST | Quick-Step Alpha Vinyl QST |
| -------------------------- | -------------------------- | -------------------------- |
| Nr                         | Kolarz                     | Miejsce                    |
| 1                          | Yves Lampaert (BEL)        | 72.                        |
| 2                          | Bert Van Lerberghe (BEL)   | DNF                        |
| 3                          | Josef Černý (CZE)          | DNF                        |
| 4                          | Iljo Keisse (BEL)          | DNF                        |
| 5                          | Kasper Asgreen (DEN)       | 76.                        |
| 6                          | Florian Sénéchal (FRA)     | 9.                         |
| 7                          | Zdeněk Štybar (CZE)        | 62.                        |

| Jumbo-Visma TJV | Jumbo-Visma TJV             | Jumbo-Visma TJV |
| --------------- | --------------------------- | --------------- |
| Nr              | Kolarz                      | Miejsce         |
| 11              | Wout van Aert (BEL) (szosa) | 1.              |
| 12              | Pascal Eenkhoorn (NED)      | 67.             |
| 13              | Edoardo Affini (ITA)        | DNF             |
| 14              | Mike Teunissen (NED)        | 24.             |
| 15              | Tiesj Benoot (BEL)          | 66.             |
| 16              | Tosh Van der Sande (BEL)    | 120.            |
| 17              | Nathan Van Hooydonck (BEL)  | 68.             |

| Lotto-Soudal LTS | Lotto-Soudal LTS         | Lotto-Soudal LTS |
| ---------------- | ------------------------ | ---------------- |
| Nr               | Kolarz                   | Miejsce          |
| 21               | Philippe Gilbert (BEL)   | 40.              |
| 22               | Victor Campenaerts (BEL) | 5.               |
| 23               | Jasper De Buyst (BEL)    | 32.              |
| 24               | Brent Van Moer (BEL)     | 39.              |
| 25               | Florian Vermeersch (BEL) | 61.              |
| 26               | Tim Wellens (BEL)        | DNS              |
| 27               | Harry Sweeny (AUS)       | 123.             |

| Intermarché-Wanty-Gobert Matériaux IWG | Intermarché-Wanty-Gobert Matériaux IWG | Intermarché-Wanty-Gobert Matériaux IWG |
| -------------------------------------- | -------------------------------------- | -------------------------------------- |
| Nr                                     | Kolarz                                 | Miejsce                                |
| 31                                     | Sven Erik Bystrøm (NOR)                | 89.                                    |
| 32                                     | Dimitri Claeys (BEL)                   | 83.                                    |
| 33                                     | Aimé De Gendt (BEL)                    | 71.                                    |
| 34                                     | Andrea Pasqualon (ITA)                 | 8.                                     |
| 35                                     | Adrien Petit (FRA)                     | 82.                                    |
| 36                                     | Alexander Kristoff (NOR)               | 60.                                    |
| 37                                     | Loïc Vliegen (BEL)                     | 51.                                    |

| AG2R Citroën Team ACT | AG2R Citroën Team ACT   | AG2R Citroën Team ACT |
| --------------------- | ----------------------- | --------------------- |
| Nr                    | Kolarz                  | Miejsce               |
| 41                    | Greg Van Avermaet (BEL) | 3.                    |
| 42                    | Oliver Naesen (BEL)     | 4.                    |
| 43                    | Lawrence Naesen (BEL)   | DNF                   |
| 44                    | Michael Schär (SUI)     | 102.                  |
| 45                    | Damien Touzé (FRA)      | 52.                   |
| 46                    | Stan Dewulf (BEL)       | 45.                   |
| 47                    | Gijs Van Hoecke (BEL)   | 91.                   |

| Trek-Segafredo TFS | Trek-Segafredo TFS         | Trek-Segafredo TFS |
| ------------------ | -------------------------- | ------------------ |
| Nr                 | Kolarz                     | Miejsce            |
| 51                 | Jasper Stuyven (BEL)       | 10.                |
| 52                 | Edward Theuns (BEL)        | 100.               |
| 53                 | Alex Kirsch (LUX)          | 15.                |
| 54                 | Toms Skujiņš (LAT) (szosa) | 50.                |
| 55                 | Markus Hoelgaard (NOR)     | DNF                |
| 56                 | Daan Hoole (NED)           | 101.               |
| 57                 | Otto Vergaerde (BEL)       | 97.                |

| Astana Qazaqstan Team AST | Astana Qazaqstan Team AST        | Astana Qazaqstan Team AST |
| ------------------------- | -------------------------------- | ------------------------- |
| Nr                        | Kolarz                           | Miejsce                   |
| 61                        | Gianni Moscon (ITA)              | 122.                      |
| 62                        | Jewgienij Fiodorow (KAZ) (szosa) | DNF                       |
| 63                        | Michele Gazzoli (ITA)            | DNF                       |
| 64                        | Dmitrij Gruzdiew (KAZ)           | 92.                       |
| 65                        | Aleksiej Łucenko (KAZ)           | DNF                       |
| 66                        | Leonardo Basso (ITA)             | 121.                      |
| 67                        | Davide Martinelli (ITA)          | DNF                       |

| Bahrain Victorious TBV | Bahrain Victorious TBV        | Bahrain Victorious TBV |
| ---------------------- | ----------------------------- | ---------------------- |
| Nr                     | Kolarz                        | Miejsce                |
| 71                     | Sonny Colbrelli (ITA) (szosa) | 2.                     |
| 72                     | Heinrich Haussler (AUS)       | 22.                    |
| 73                     | Phil Bauhaus (GER)            | DNF                    |
| 74                     | Matej Mohorič (SLO) (szosa)   | 17.                    |
| 75                     | Kamil Gradek (POL)            | 81.                    |
| 76                     | Luis León Sánchez (ESP)       | 74.                    |
| 77                     | Fred Wright (GBR)             | 20.                    |

| Bora-Hansgrohe BOH | Bora-Hansgrohe BOH      | Bora-Hansgrohe BOH |
| ------------------ | ----------------------- | ------------------ |
| Nr                 | Kolarz                  | Miejsce            |
| 81                 | Patrick Gamper (AUT)    | 118.               |
| 82                 | Marco Haller (AUT)      | DNF                |
| 83                 | Jonas Koch (GER)        | 47.                |
| 84                 | Jordi Meeus (BEL)       | 114.               |
| 85                 | Nils Politt (GER)       | 27.                |
| 86                 | Lukas Pöstlberger (AUT) | 115.               |
| 87                 | Ide Schelling (NED)     | DNF                |

| Cofidis COF | Cofidis COF             | Cofidis COF |
| ----------- | ----------------------- | ----------- |
| Nr          | Kolarz                  | Miejsce     |
| 91          | Bryan Coquard (FRA)     | 41.         |
| 92          | Tom Bohli (SUI)         | 79.         |
| 93          | Piet Allegaert (BEL)    | DNF         |
| 94          | Eddy Finé (FRA)         | DNF         |
| 95          | Kenneth Vanbilsen (BEL) | DNF         |
| 96          | Simone Consonni (ITA)   | 53.         |
| 97          | Szymon Sajnok (POL)     | DNF         |

| EF Education-EasyPost EFE | EF Education-EasyPost EFE | EF Education-EasyPost EFE |
| ------------------------- | ------------------------- | ------------------------- |
| Nr                        | Kolarz                    | Miejsce                   |
| 101                       | Jens Keukeleire (BEL)     | 93.                       |
| 102                       | Michael Valgren (DEN)     | DNF                       |
| 103                       | Owain Doull (GBR)         | 16.                       |
| 104                       | Ben Healy (IRL)           | 75.                       |
| 105                       | Thomas Scully (NZL)       | DNF                       |
| 106                       | Julius van den Berg (NED) | DNF                       |
| 107                       | Łukasz Wiśniowski (POL)   | DNF                       |

| Groupama-FDJ GFC | Groupama-FDJ GFC        | Groupama-FDJ GFC |
| ---------------- | ----------------------- | ---------------- |
| Nr               | Kolarz                  | Miejsce          |
| 111              | Lewis Askey (GBR)       | 78.              |
| 113              | Stefan Küng (SUI)       | 12.              |
| 114              | Olivier Le Gac (FRA)    | 69.              |
| 115              | Fabian Lienhard (SUI)   | 38.              |
| 116              | Tobias Ludvigsson (SWE) | 19.              |
| 117              | Antoine Duchesne (CAN)  | DNF              |

| Ineos Grenadiers IGD | Ineos Grenadiers IGD    | Ineos Grenadiers IGD |
| -------------------- | ----------------------- | -------------------- |
| Nr                   | Kolarz                  | Miejsce              |
| 121                  | Thomas Pidcock (GBR)    | 18.                  |
| 122                  | Ethan Hayter (GBR)      | 21.                  |
| 123                  | Cameron Wurf (AUS)      | DNF                  |
| 124                  | Jhonatan Narváez (ECU)  | 34.                  |
| 125                  | Ben Turner (GBR)        | 59.                  |
| 126                  | Magnus Sheffield (USA)  | 108.                 |
| 127                  | Ben Swift (GBR) (szosa) | 49.                  |

| Israel-Premier Tech IPT | Israel-Premier Tech IPT        | Israel-Premier Tech IPT |
| ----------------------- | ------------------------------ | ----------------------- |
| Nr                      | Kolarz                         | Miejsce                 |
| 131                     | Sep Vanmarcke (BEL)            | DNS                     |
| 132                     | Guillaume Boivin (CAN) (szosa) | 33.                     |
| 133                     | Simon Clarke (AUS)             | 11.                     |
| 134                     | Corbin Strong (NZL)            | DNF                     |
| 135                     | Hugo Houle (CAN)               | 73.                     |
| 136                     | Tom Van Asbroeck (BEL)         | 70.                     |
| 137                     | Jenthe Biermans (BEL)          | 37.                     |

| Movistar Team MOV | Movistar Team MOV         | Movistar Team MOV |
| ----------------- | ------------------------- | ----------------- |
| Nr                | Kolarz                    | Miejsce           |
| 141               | Alex Aranburu (ESP)       | 13.               |
| 142               | Oier Lazkano (ESP)        | 63.               |
| 143               | Iván García Cortina (ESP) | 30.               |
| 144               | Juri Hollmann (GER)       | 86.               |
| 145               | Johan Jacobs (SUI)        | DNF               |
| 146               | Lluís Mas (ESP)           | 111.              |

| BikeExchange-Jayco BEX | BikeExchange-Jayco BEX   | BikeExchange-Jayco BEX |
| ---------------------- | ------------------------ | ---------------------- |
| Nr                     | Kolarz                   | Miejsce                |
| 151                    | Lawson Craddock (USA)    | DNF                    |
| 152                    | Luke Durbridge (AUS)     | DNF                    |
| 153                    | Alexander Konychev (ITA) | DNF                    |
| 154                    | Dion Smith (NZL)         | 112.                   |
| 155                    | Jan Maas (NED)           | 109.                   |

| Team DSM DSM | Team DSM DSM                  | Team DSM DSM |
| ------------ | ----------------------------- | ------------ |
| Nr           | Kolarz                        | Miejsce      |
| 161          | John Degenkolb (GER)          | 43.          |
| 162          | Marius Mayrhofer (GER)        | DNF          |
| 163          | Nils Eekhoff (NED)            | DNS          |
| 164          | Jonas Iversby Hvideberg (NOR) | 57.          |
| 165          | Søren Kragh Andersen (DEN)    | 103.         |
| 166          | Nikias Arndt (GER)            | DNF          |
| 167          | Leon Heinschke (GER)          | DNF          |

| UAE Team Emirates UAD | UAE Team Emirates UAD      | UAE Team Emirates UAD |
| --------------------- | -------------------------- | --------------------- |
| Nr                    | Kolarz                     | Miejsce               |
| 171                   | Fernando Gaviria (COL)     | DNF                   |
| 172                   | Alessandro Covi (ITA)      | DNF                   |
| 173                   | Ryan Gibbons (RSA)         | 110.                  |
| 174                   | Vegard Stake Laengen (NOR) | 80.                   |
| 175                   | Oliviero Troia (ITA)       | DNF                   |
| 176                   | Rui Oliveira (POR)         | 64.                   |
| 177                   | Matteo Trentin (ITA)       | 7.                    |

| Alpecin-Fenix AFC | Alpecin-Fenix AFC              | Alpecin-Fenix AFC |
| ----------------- | ------------------------------ | ----------------- |
| Nr                | Kolarz                         | Miejsce           |
| 181               | Dries De Bondt (BEL)           | 31.               |
| 182               | Tobias Bayer (AUT)             | 117.              |
| 183               | Michael Gogl (AUT)             | 58.               |
| 184               | Xandro Meurisse (BEL)          | 54.               |
| 185               | Senne Leysen (BEL)             | 94.               |
| 186               | Maurice Ballerstedt (GER)      | DNF               |
| 187               | Guillaume Van Keirsbulck (BEL) | 90.               |

| B&B Hotels-KTM BBK | B&B Hotels-KTM BBK     | B&B Hotels-KTM BBK |
| ------------------ | ---------------------- | ------------------ |
| Nr                 | Kolarz                 | Miejsce            |
| 191                | Cyril Barthe (FRA)     | DNF                |
| 192                | Quentin Jauregui (FRA) | DNF                |
| 193                | Jérémy Lecroq (FRA)    | 99.                |
| 194                | Cyril Lemoine (FRA)    | 124.               |
| 195                | Julien Morice (FRA)    | 113.               |
| 196                | Luca Mozzato (ITA)     | 26.                |
| 197                | Jordi Warlop (BEL)     | 36.                |

| Bingoal Pauwels Sauces WB BWB | Bingoal Pauwels Sauces WB BWB | Bingoal Pauwels Sauces WB BWB |
| ----------------------------- | ----------------------------- | ----------------------------- |
| Nr                            | Kolarz                        | Miejsce                       |
| 201                           | Timothy Dupont (BEL)          | 106.                          |
| 202                           | Arjen Livyns (BEL)            | 29.                           |
| 203                           | Stanisław Aniołkowski (POL)   | 95.                           |
| 204                           | Louis Blouwe (BEL)            | 88.                           |
| 205                           | Laurenz Rex (BEL)             | 44.                           |
| 206                           | Ludovic Robeet (BEL)          | DNF                           |
| 207                           | Mathijs Paasschens (NED)      | DNF                           |

| Sport Vlaanderen-Baloise SVB | Sport Vlaanderen-Baloise SVB | Sport Vlaanderen-Baloise SVB |
| ---------------------------- | ---------------------------- | ---------------------------- |
| Nr                           | Kolarz                       | Miejsce                      |
| 211                          | Sander De Pestel (BEL)       | 84.                          |
| 212                          | Lindsay De Vylder (BEL)      | 104.                         |
| 213                          | Ruben Apers (BEL)            | 116.                         |
| 214                          | Arne Marit (BEL)             | 119.                         |
| 215                          | Aaron Verwilst (BEL)         | 107.                         |
| 216                          | Kenneth Van Rooy (BEL)       | 46.                          |
| 217                          | Ward Vanhoof (BEL)           | 65.                          |

| Arkéa-Samsic ARK | Arkéa-Samsic ARK      | Arkéa-Samsic ARK |
| ---------------- | --------------------- | ---------------- |
| Nr               | Kolarz                | Miejsce          |
| 221              | Amaury Capiot (BEL)   | 23.              |
| 222              | Donavan Grondin (FRA) | 105.             |
| 223              | Matis Louvel (FRA)    | 14.              |
| 224              | Daniel McLay (GBR)    | 77.              |
| 225              | Kévin Vauquelin (FRA) | 48.              |
| 226              | Clément Russo (FRA)   | 96.              |
| 227              | Connor Swift (GBR)    | 35.              |

| TotalEnergies TEN | TotalEnergies TEN          | TotalEnergies TEN |
| ----------------- | -------------------------- | ----------------- |
| Nr                | Kolarz                     | Miejsce           |
| 231               | Peter Sagan (SVK) (szosa)  | 98.               |
| 232               | Edvald Boasson Hagen (NOR) | DNF               |
| 233               | Dries Van Gestel (BEL)     | 25.               |
| 234               | Daniel Oss (ITA)           | 55.               |
| 235               | Geoffrey Soupe (FRA)       | DNF               |
| 236               | Christopher Lawless (GBR)  | DNF               |
| 237               | Anthony Turgis (FRA)       | DNF               |

| Uno-X Pro Cycling Team UXT | Uno-X Pro Cycling Team UXT       | Uno-X Pro Cycling Team UXT |
| -------------------------- | -------------------------------- | -------------------------- |
| Nr                         | Kolarz                           | Miejsce                    |
| 241                        | Jonas Abrahamsen (NOR)           | DNF                        |
| 242                        | Fredrik Dversnes (NOR)           | 28.                        |
| 243                        | Morten Hulgaard (DEN)            | 85.                        |
| 244                        | Anders Halland Johannessen (NOR) | 56.                        |
| 245                        | Erik Nordsæter Resell (NOR)      | 87.                        |
| 246                        | Anders Skaarseth (NOR)           | 42.                        |
| 247                        | Rasmus Tiller (NOR)              | 6.                         |

| Quick-Step Alpha Vinyl QST | Quick-Step Alpha Vinyl QST | Quick-Step Alpha Vinyl QST |
| -------------------------- | -------------------------- | -------------------------- |
| Nr                         | Kolarz                     | Miejsce                    |
| 1                          | Yves Lampaert (BEL)        | 72.                        |
| 2                          | Bert Van Lerberghe (BEL)   | DNF                        |
| 3                          | Josef Černý (CZE)          | DNF                        |
| 4                          | Iljo Keisse (BEL)          | DNF                        |
| 5                          | Kasper Asgreen (DEN)       | 76.                        |
| 6                          | Florian Sénéchal (FRA)     | 9.                         |
| 7                          | Zdeněk Štybar (CZE)        | 62.                        |

| Jumbo-Visma TJV | Jumbo-Visma TJV             | Jumbo-Visma TJV |
| --------------- | --------------------------- | --------------- |
| Nr              | Kolarz                      | Miejsce         |
| 11              | Wout van Aert (BEL) (szosa) | 1.              |
| 12              | Pascal Eenkhoorn (NED)      | 67.             |
| 13              | Edoardo Affini (ITA)        | DNF             |
| 14              | Mike Teunissen (NED)        | 24.             |
| 15              | Tiesj Benoot (BEL)          | 66.             |
| 16              | Tosh Van der Sande (BEL)    | 120.            |
| 17              | Nathan Van Hooydonck (BEL)  | 68.             |

| Lotto-Soudal LTS | Lotto-Soudal LTS         | Lotto-Soudal LTS |
| ---------------- | ------------------------ | ---------------- |
| Nr               | Kolarz                   | Miejsce          |
| 21               | Philippe Gilbert (BEL)   | 40.              |
| 22               | Victor Campenaerts (BEL) | 5.               |
| 23               | Jasper De Buyst (BEL)    | 32.              |
| 24               | Brent Van Moer (BEL)     | 39.              |
| 25               | Florian Vermeersch (BEL) | 61.              |
| 26               | Tim Wellens (BEL)        | DNS              |
| 27               | Harry Sweeny (AUS)       | 123.             |

| Intermarché-Wanty-Gobert Matériaux IWG | Intermarché-Wanty-Gobert Matériaux IWG | Intermarché-Wanty-Gobert Matériaux IWG |
| -------------------------------------- | -------------------------------------- | -------------------------------------- |
| Nr                                     | Kolarz                                 | Miejsce                                |
| 31                                     | Sven Erik Bystrøm (NOR)                | 89.                                    |
| 32                                     | Dimitri Claeys (BEL)                   | 83.                                    |
| 33                                     | Aimé De Gendt (BEL)                    | 71.                                    |
| 34                                     | Andrea Pasqualon (ITA)                 | 8.                                     |
| 35                                     | Adrien Petit (FRA)                     | 82.                                    |
| 36                                     | Alexander Kristoff (NOR)               | 60.                                    |
| 37                                     | Loïc Vliegen (BEL)                     | 51.                                    |

| AG2R Citroën Team ACT | AG2R Citroën Team ACT   | AG2R Citroën Team ACT |
| --------------------- | ----------------------- | --------------------- |
| Nr                    | Kolarz                  | Miejsce               |
| 41                    | Greg Van Avermaet (BEL) | 3.                    |
| 42                    | Oliver Naesen (BEL)     | 4.                    |
| 43                    | Lawrence Naesen (BEL)   | DNF                   |
| 44                    | Michael Schär (SUI)     | 102.                  |
| 45                    | Damien Touzé (FRA)      | 52.                   |
| 46                    | Stan Dewulf (BEL)       | 45.                   |
| 47                    | Gijs Van Hoecke (BEL)   | 91.                   |

| Trek-Segafredo TFS | Trek-Segafredo TFS         | Trek-Segafredo TFS |
| ------------------ | -------------------------- | ------------------ |
| Nr                 | Kolarz                     | Miejsce            |
| 51                 | Jasper Stuyven (BEL)       | 10.                |
| 52                 | Edward Theuns (BEL)        | 100.               |
| 53                 | Alex Kirsch (LUX)          | 15.                |
| 54                 | Toms Skujiņš (LAT) (szosa) | 50.                |
| 55                 | Markus Hoelgaard (NOR)     | DNF                |
| 56                 | Daan Hoole (NED)           | 101.               |
| 57                 | Otto Vergaerde (BEL)       | 97.                |

| Astana Qazaqstan Team AST | Astana Qazaqstan Team AST        | Astana Qazaqstan Team AST |
| ------------------------- | -------------------------------- | ------------------------- |
| Nr                        | Kolarz                           | Miejsce                   |
| 61                        | Gianni Moscon (ITA)              | 122.                      |
| 62                        | Jewgienij Fiodorow (KAZ) (szosa) | DNF                       |
| 63                        | Michele Gazzoli (ITA)            | DNF                       |
| 64                        | Dmitrij Gruzdiew (KAZ)           | 92.                       |
| 65                        | Aleksiej Łucenko (KAZ)           | DNF                       |
| 66                        | Leonardo Basso (ITA)             | 121.                      |
| 67                        | Davide Martinelli (ITA)          | DNF                       |

| Bahrain Victorious TBV | Bahrain Victorious TBV        | Bahrain Victorious TBV |
| ---------------------- | ----------------------------- | ---------------------- |
| Nr                     | Kolarz                        | Miejsce                |
| 71                     | Sonny Colbrelli (ITA) (szosa) | 2.                     |
| 72                     | Heinrich Haussler (AUS)       | 22.                    |
| 73                     | Phil Bauhaus (GER)            | DNF                    |
| 74                     | Matej Mohorič (SLO) (szosa)   | 17.                    |
| 75                     | Kamil Gradek (POL)            | 81.                    |
| 76                     | Luis León Sánchez (ESP)       | 74.                    |
| 77                     | Fred Wright (GBR)             | 20.                    |

| Bora-Hansgrohe BOH | Bora-Hansgrohe BOH      | Bora-Hansgrohe BOH |
| ------------------ | ----------------------- | ------------------ |
| Nr                 | Kolarz                  | Miejsce            |
| 81                 | Patrick Gamper (AUT)    | 118.               |
| 82                 | Marco Haller (AUT)      | DNF                |
| 83                 | Jonas Koch (GER)        | 47.                |
| 84                 | Jordi Meeus (BEL)       | 114.               |
| 85                 | Nils Politt (GER)       | 27.                |
| 86                 | Lukas Pöstlberger (AUT) | 115.               |
| 87                 | Ide Schelling (NED)     | DNF                |

| Cofidis COF | Cofidis COF             | Cofidis COF |
| ----------- | ----------------------- | ----------- |
| Nr          | Kolarz                  | Miejsce     |
| 91          | Bryan Coquard (FRA)     | 41.         |
| 92          | Tom Bohli (SUI)         | 79.         |
| 93          | Piet Allegaert (BEL)    | DNF         |
| 94          | Eddy Finé (FRA)         | DNF         |
| 95          | Kenneth Vanbilsen (BEL) | DNF         |
| 96          | Simone Consonni (ITA)   | 53.         |
| 97          | Szymon Sajnok (POL)     | DNF         |

| EF Education-EasyPost EFE | EF Education-EasyPost EFE | EF Education-EasyPost EFE |
| ------------------------- | ------------------------- | ------------------------- |
| Nr                        | Kolarz                    | Miejsce                   |
| 101                       | Jens Keukeleire (BEL)     | 93.                       |
| 102                       | Michael Valgren (DEN)     | DNF                       |
| 103                       | Owain Doull (GBR)         | 16.                       |
| 104                       | Ben Healy (IRL)           | 75.                       |
| 105                       | Thomas Scully (NZL)       | DNF                       |
| 106                       | Julius van den Berg (NED) | DNF                       |
| 107                       | Łukasz Wiśniowski (POL)   | DNF                       |

| Groupama-FDJ GFC | Groupama-FDJ GFC        | Groupama-FDJ GFC |
| ---------------- | ----------------------- | ---------------- |
| Nr               | Kolarz                  | Miejsce          |
| 111              | Lewis Askey (GBR)       | 78.              |
| 113              | Stefan Küng (SUI)       | 12.              |
| 114              | Olivier Le Gac (FRA)    | 69.              |
| 115              | Fabian Lienhard (SUI)   | 38.              |
| 116              | Tobias Ludvigsson (SWE) | 19.              |
| 117              | Antoine Duchesne (CAN)  | DNF              |

| Ineos Grenadiers IGD | Ineos Grenadiers IGD    | Ineos Grenadiers IGD |
| -------------------- | ----------------------- | -------------------- |
| Nr                   | Kolarz                  | Miejsce              |
| 121                  | Thomas Pidcock (GBR)    | 18.                  |
| 122                  | Ethan Hayter (GBR)      | 21.                  |
| 123                  | Cameron Wurf (AUS)      | DNF                  |
| 124                  | Jhonatan Narváez (ECU)  | 34.                  |
| 125                  | Ben Turner (GBR)        | 59.                  |
| 126                  | Magnus Sheffield (USA)  | 108.                 |
| 127                  | Ben Swift (GBR) (szosa) | 49.                  |

| Israel-Premier Tech IPT | Israel-Premier Tech IPT        | Israel-Premier Tech IPT |
| ----------------------- | ------------------------------ | ----------------------- |
| Nr                      | Kolarz                         | Miejsce                 |
| 131                     | Sep Vanmarcke (BEL)            | DNS                     |
| 132                     | Guillaume Boivin (CAN) (szosa) | 33.                     |
| 133                     | Simon Clarke (AUS)             | 11.                     |
| 134                     | Corbin Strong (NZL)            | DNF                     |
| 135                     | Hugo Houle (CAN)               | 73.                     |
| 136                     | Tom Van Asbroeck (BEL)         | 70.                     |
| 137                     | Jenthe Biermans (BEL)          | 37.                     |

| Movistar Team MOV | Movistar Team MOV         | Movistar Team MOV |
| ----------------- | ------------------------- | ----------------- |
| Nr                | Kolarz                    | Miejsce           |
| 141               | Alex Aranburu (ESP)       | 13.               |
| 142               | Oier Lazkano (ESP)        | 63.               |
| 143               | Iván García Cortina (ESP) | 30.               |
| 144               | Juri Hollmann (GER)       | 86.               |
| 145               | Johan Jacobs (SUI)        | DNF               |
| 146               | Lluís Mas (ESP)           | 111.              |

| BikeExchange-Jayco BEX | BikeExchange-Jayco BEX   | BikeExchange-Jayco BEX |
| ---------------------- | ------------------------ | ---------------------- |
| Nr                     | Kolarz                   | Miejsce                |
| 151                    | Lawson Craddock (USA)    | DNF                    |
| 152                    | Luke Durbridge (AUS)     | DNF                    |
| 153                    | Alexander Konychev (ITA) | DNF                    |
| 154                    | Dion Smith (NZL)         | 112.                   |
| 155                    | Jan Maas (NED)           | 109.                   |

| Team DSM DSM | Team DSM DSM                  | Team DSM DSM |
| ------------ | ----------------------------- | ------------ |
| Nr           | Kolarz                        | Miejsce      |
| 161          | John Degenkolb (GER)          | 43.          |
| 162          | Marius Mayrhofer (GER)        | DNF          |
| 163          | Nils Eekhoff (NED)            | DNS          |
| 164          | Jonas Iversby Hvideberg (NOR) | 57.          |
| 165          | Søren Kragh Andersen (DEN)    | 103.         |
| 166          | Nikias Arndt (GER)            | DNF          |
| 167          | Leon Heinschke (GER)          | DNF          |

| UAE Team Emirates UAD | UAE Team Emirates UAD      | UAE Team Emirates UAD |
| --------------------- | -------------------------- | --------------------- |
| Nr                    | Kolarz                     | Miejsce               |
| 171                   | Fernando Gaviria (COL)     | DNF                   |
| 172                   | Alessandro Covi (ITA)      | DNF                   |
| 173                   | Ryan Gibbons (RSA)         | 110.                  |
| 174                   | Vegard Stake Laengen (NOR) | 80.                   |
| 175                   | Oliviero Troia (ITA)       | DNF                   |
| 176                   | Rui Oliveira (POR)         | 64.                   |
| 177                   | Matteo Trentin (ITA)       | 7.                    |

| Alpecin-Fenix AFC | Alpecin-Fenix AFC              | Alpecin-Fenix AFC |
| ----------------- | ------------------------------ | ----------------- |
| Nr                | Kolarz                         | Miejsce           |
| 181               | Dries De Bondt (BEL)           | 31.               |
| 182               | Tobias Bayer (AUT)             | 117.              |
| 183               | Michael Gogl (AUT)             | 58.               |
| 184               | Xandro Meurisse (BEL)          | 54.               |
| 185               | Senne Leysen (BEL)             | 94.               |
| 186               | Maurice Ballerstedt (GER)      | DNF               |
| 187               | Guillaume Van Keirsbulck (BEL) | 90.               |

| B&B Hotels-KTM BBK | B&B Hotels-KTM BBK     | B&B Hotels-KTM BBK |
| ------------------ | ---------------------- | ------------------ |
| Nr                 | Kolarz                 | Miejsce            |
| 191                | Cyril Barthe (FRA)     | DNF                |
| 192                | Quentin Jauregui (FRA) | DNF                |
| 193                | Jérémy Lecroq (FRA)    | 99.                |
| 194                | Cyril Lemoine (FRA)    | 124.               |
| 195                | Julien Morice (FRA)    | 113.               |
| 196                | Luca Mozzato (ITA)     | 26.                |
| 197                | Jordi Warlop (BEL)     | 36.                |

| Bingoal Pauwels Sauces WB BWB | Bingoal Pauwels Sauces WB BWB | Bingoal Pauwels Sauces WB BWB |
| ----------------------------- | ----------------------------- | ----------------------------- |
| Nr                            | Kolarz                        | Miejsce                       |
| 201                           | Timothy Dupont (BEL)          | 106.                          |
| 202                           | Arjen Livyns (BEL)            | 29.                           |
| 203                           | Stanisław Aniołkowski (POL)   | 95.                           |
| 204                           | Louis Blouwe (BEL)            | 88.                           |
| 205                           | Laurenz Rex (BEL)             | 44.                           |
| 206                           | Ludovic Robeet (BEL)          | DNF                           |
| 207                           | Mathijs Paasschens (NED)      | DNF                           |

| Sport Vlaanderen-Baloise SVB | Sport Vlaanderen-Baloise SVB | Sport Vlaanderen-Baloise SVB |
| ---------------------------- | ---------------------------- | ---------------------------- |
| Nr                           | Kolarz                       | Miejsce                      |
| 211                          | Sander De Pestel (BEL)       | 84.                          |
| 212                          | Lindsay De Vylder (BEL)      | 104.                         |
| 213                          | Ruben Apers (BEL)            | 116.                         |
| 214                          | Arne Marit (BEL)             | 119.                         |
| 215                          | Aaron Verwilst (BEL)         | 107.                         |
| 216                          | Kenneth Van Rooy (BEL)       | 46.                          |
| 217                          | Ward Vanhoof (BEL)           | 65.                          |

| Arkéa-Samsic ARK | Arkéa-Samsic ARK      | Arkéa-Samsic ARK |
| ---------------- | --------------------- | ---------------- |
| Nr               | Kolarz                | Miejsce          |
| 221              | Amaury Capiot (BEL)   | 23.              |
| 222              | Donavan Grondin (FRA) | 105.             |
| 223              | Matis Louvel (FRA)    | 14.              |
| 224              | Daniel McLay (GBR)    | 77.              |
| 225              | Kévin Vauquelin (FRA) | 48.              |
| 226              | Clément Russo (FRA)   | 96.              |
| 227              | Connor Swift (GBR)    | 35.              |

| TotalEnergies TEN | TotalEnergies TEN          | TotalEnergies TEN |
| ----------------- | -------------------------- | ----------------- |
| Nr                | Kolarz                     | Miejsce           |
| 231               | Peter Sagan (SVK) (szosa)  | 98.               |
| 232               | Edvald Boasson Hagen (NOR) | DNF               |
| 233               | Dries Van Gestel (BEL)     | 25.               |
| 234               | Daniel Oss (ITA)           | 55.               |
| 235               | Geoffrey Soupe (FRA)       | DNF               |
| 236               | Christopher Lawless (GBR)  | DNF               |
| 237               | Anthony Turgis (FRA)       | DNF               |

| Uno-X Pro Cycling Team UXT | Uno-X Pro Cycling Team UXT       | Uno-X Pro Cycling Team UXT |
| -------------------------- | -------------------------------- | -------------------------- |
| Nr                         | Kolarz                           | Miejsce                    |
| 241                        | Jonas Abrahamsen (NOR)           | DNF                        |
| 242                        | Fredrik Dversnes (NOR)           | 28.                        |
| 243                        | Morten Hulgaard (DEN)            | 85.                        |
| 244                        | Anders Halland Johannessen (NOR) | 56.                        |
| 245                        | Erik Nordsæter Resell (NOR)      | 87.                        |
| 246                        | Anders Skaarseth (NOR)           | 42.                        |
| 247                        | Rasmus Tiller (NOR)              | 6.                         |

Legenda: DNF – nie ukończył, OTL – przekroczył limit czasu, DNS – nie wystartował, DSQ – zdyskwalifikowany.

## Klasyfikacja generalna
| \| Klasyfikacja generalna \| Klasyfikacja generalna \| Klasyfikacja generalna \| Klasyfikacja generalna \| Klasyfikacja generalna \| \| Kolarz \| Kolarz \| Państwo \| Drużyna \| Czas \| \| ---------------------- \| ---------------------- \| ---------------------- \| ---------------------------------- \| ---------------------- \| \| 1. \| Wout van Aert \| Belgia \| Jumbo-Visma \| 4h 50' 26" \| \| 2. \| Sonny Colbrelli \| Włochy \| Bahrain Victorious \| + 22" \| \| 3. \| Greg Van Avermaet \| Belgia \| AG2R Citroën Team \| + 22" \| \| 4. \| Oliver Naesen \| Belgia \| AG2R Citroën Team \| + 22" \| \| 5. \| Victor Campenaerts \| Belgia \| Lotto-Soudal \| + 22" \| \| 6. \| Rasmus Tiller \| Norwegia \| Uno-X Pro Cycling Team \| + 22" \| \| 7. \| Matteo Trentin \| Włochy \| UAE Team Emirates \| + 22" \| \| 8. \| Andrea Pasqualon \| Włochy \| Intermarché-Wanty-Gobert Matériaux \| + 22" \| \| 9. \| Florian Sénéchal \| Francja \| Quick-Step Alpha Vinyl \| + 22" \| \| 10. \| Jasper Stuyven \| Belgia \| Trek-Segafredo \| + 22" \| |                    |          |                                    |            |
| |                    |          |                                    |            |
| Źródło: ProCyclingStats |                    |          |                                    |            |
| Klasyfikacja generalna |                    |          |                                    |            |
| Kolarz | Kolarz             | Państwo  | Drużyna                            | Czas       |
| 1. | Wout van Aert      | Belgia   | Jumbo-Visma                        | 4h 50' 26" |
| 2. | Sonny Colbrelli    | Włochy   | Bahrain Victorious                 | + 22"      |
| 3. | Greg Van Avermaet  | Belgia   | AG2R Citroën Team                  | + 22"      |
| 4. | Oliver Naesen      | Belgia   | AG2R Citroën Team                  | + 22"      |
| 5. | Victor Campenaerts | Belgia   | Lotto-Soudal                       | + 22"      |
| 6. | Rasmus Tiller      | Norwegia | Uno-X Pro Cycling Team             | + 22"      |
| 7. | Matteo Trentin     | Włochy   | UAE Team Emirates                  | + 22"      |
| 8. | Andrea Pasqualon   | Włochy   | Intermarché-Wanty-Gobert Matériaux | + 22"      |
| 9. | Florian Sénéchal   | Francja  | Quick-Step Alpha Vinyl             | + 22"      |
| 10. | Jasper Stuyven     | Belgia   | Trek-Segafredo                     | + 22"      |